# Jackväxel

Jackväxel

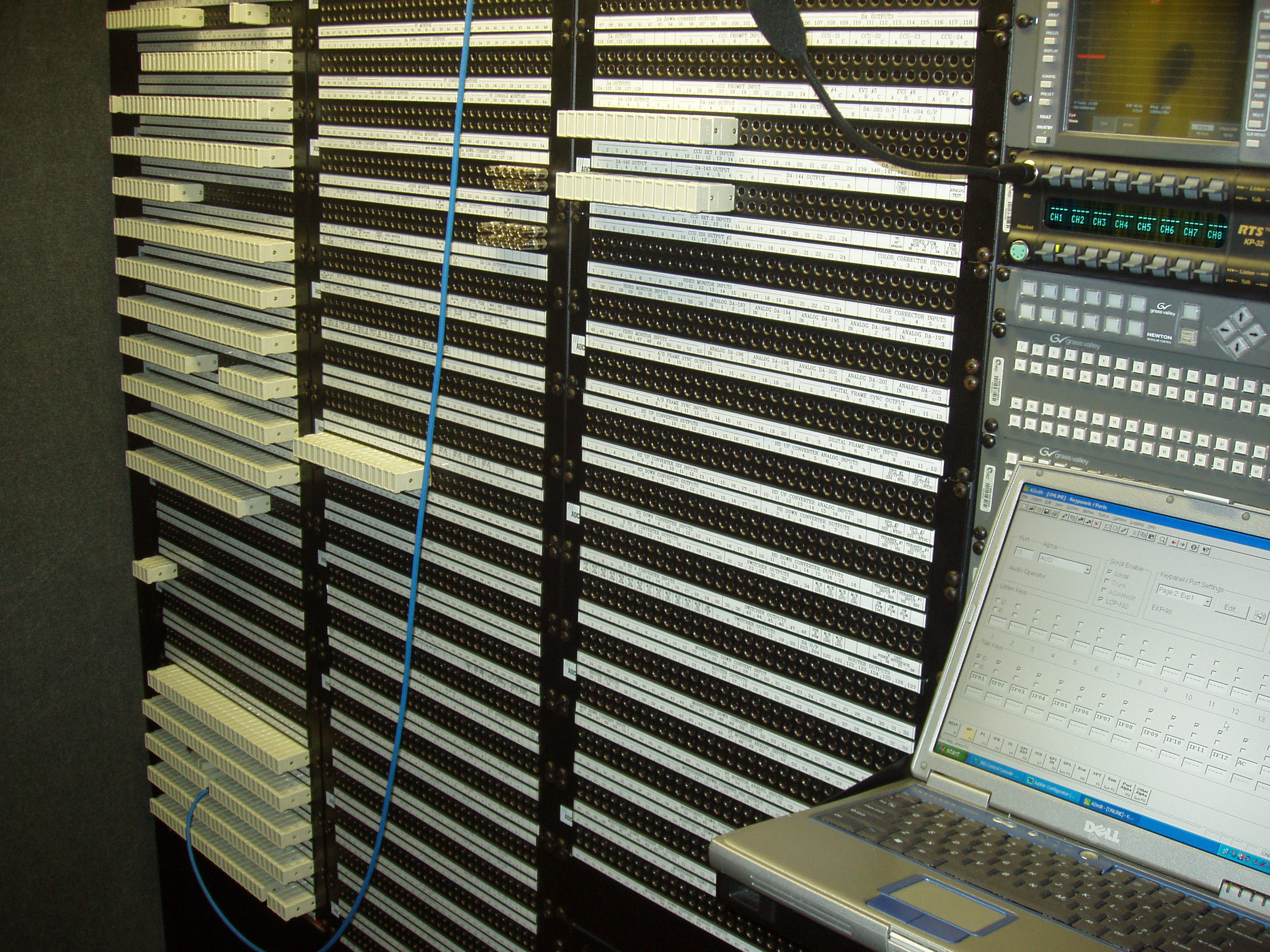
Interiör i lastbil för utsändningar i fält med "jackfield"

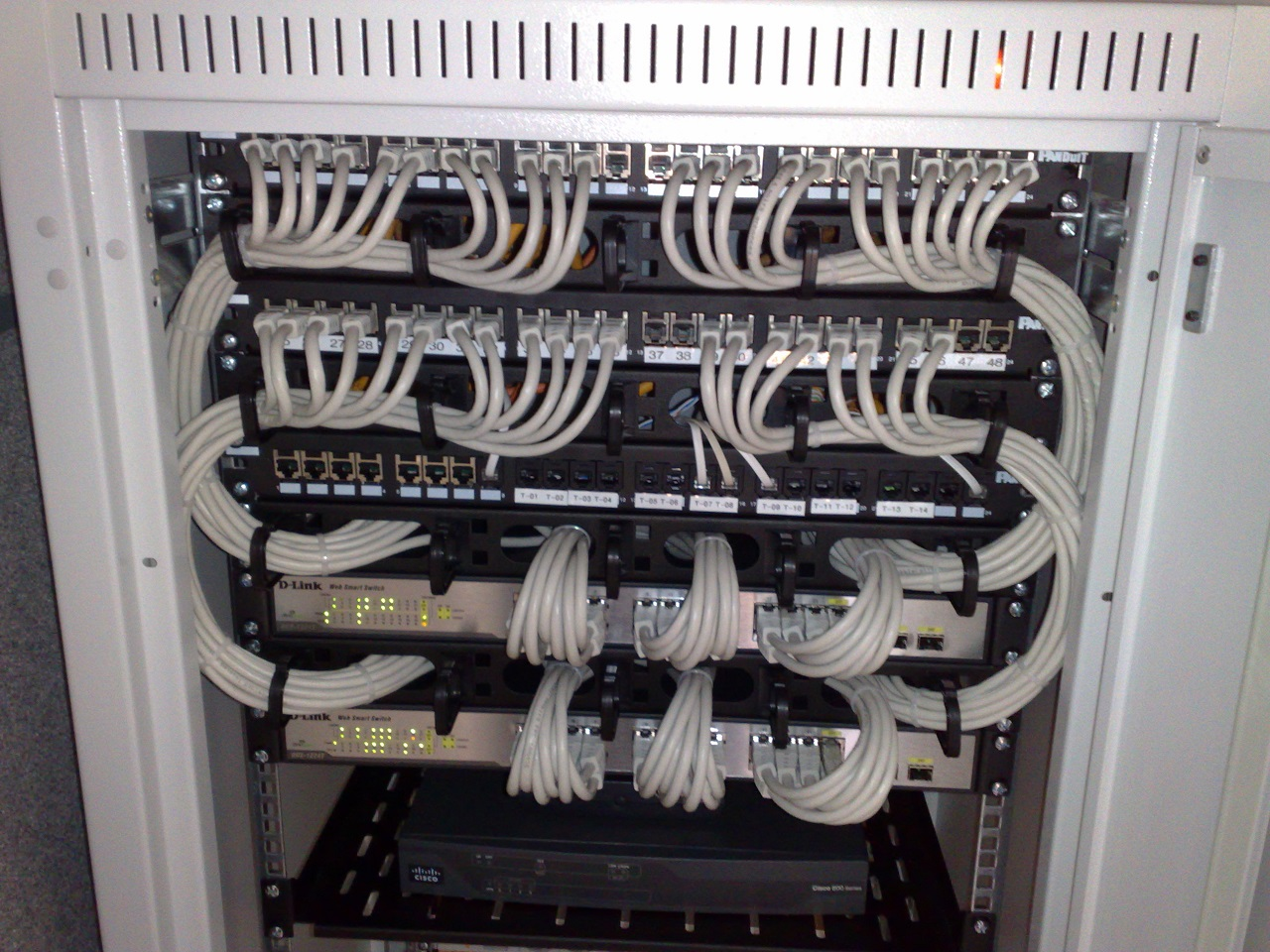
Ett par styrda Gigabit Ethernet rackmonterade switchar, anslutna till Ethernet portarna på ett par Panduit patchpaneler med Kategori 6-kabel patchkablar (all utrustning är installerad i ett standard 19-tumsrack)

Jackväxel, patch panel, är en plats där man med hjälp av lösa kablar kan koppla olika typer av teletekniska förbindelser.
Det är en enhet som har ett antal uttag, vanligtvis av samma typ, för att ansluta eller omkoppla kretskopplade system för övervakning, sammankoppling, och testkretsar på ett smidigt och flexibelt sätt. Patchpaneler används vanligtvis i datornätverk, inspelningsstudios, radio och television.